# Compliance (BWL)
Compliance ist die betriebswirtschaftliche und rechtswissenschaftliche Umschreibung für die Regeltreue (auch Regelkonformität) von Unternehmen, also die Einhaltung von Gesetzen, Richtlinien und freiwilligen Kodizes. Die Gesamtheit der Grundsätze und Maßnahmen eines Unternehmens zur Einhaltung bestimmter Regeln und damit zur Vermeidung von Regelverstößen wird  als Compliance-Management-System bezeichnet (in Deutschland IDW PS 980 Tz.6 von der „Regierungskommission Deutscher Corporate Governance Kodex“).

## Definition
Der Deutsche Corporate Governance Kodex (DCGK) definiert Compliance als die in der Verantwortung des Vorstands liegende Einhaltung der gesetzlichen Bestimmungen und unternehmensinternen Richtlinien.

„Der Begriff Compliance steht für die Einhaltung von gesetzlichen Bestimmungen, regulatorischer Standards und Erfüllung weiterer, wesentlicher und in der Regel vom Unternehmen selbst gesetzter ethischer Standards und Anforderungen.“

Bei Kreditinstituten steht insbesondere die Einhaltung der Vorschriften aus dem Wertpapierhandelsgesetz im Fokus.

## Regeltreue als Anforderung an Unternehmen
Die Notwendigkeit zur Einhaltung gesetzlicher Regelungen ergibt sich aus dem Grundsatz, dass Gesetze – auch durch juristische Personen – einzuhalten sind. Unternehmensverantwortliche sind über die Paragraphen §§ 9, 30 und 130 des Gesetzes über Ordnungswidrigkeiten (OWiG) gefordert, dafür Sorge zu tragen, dass aus dem Unternehmen heraus keine Gesetzesverstöße erfolgen. Werden entsprechende Organisations- und Aufsichtsmaßnahmen nicht ergriffen, können Unternehmensleitung und auch das Unternehmen selbst zu Strafen verurteilt werden, wenn es aus dem Unternehmen zu Gesetzesverstößen gekommen ist. Macht sich somit ein Mitarbeiter des Unternehmens durch Korruption strafbar, so drohen dem Unternehmen nicht nur zivilrechtliche Klagen des Geschäftspartners, dessen Mitarbeiter bestochen wurden. Vielmehr muss auch das Unternehmen damit rechnen, dass gegen das Unternehmen oder gegen die Unternehmensleitung ein Ordnungswidrigkeitenverfahren eingeleitet wird, weil den Organisations- und Aufsichtspflichten nicht nachgekommen wurde.
Eine Sanktionierung nach §§ 130, 30 OWiG ist nicht zwingend nur auf das Einzelunternehmen beschränkt, sondern kann sich im Einzelfall auch gegen die Konzernobergesellschaft richten, obwohl die Bestechungshandlung (oder eine sonstige strafbewehrte Zuwiderhandlung) in der Sphäre der Tochtergesellschaft stattfindet. Daneben regeln eine Vielzahl von gesetzlichen Vorschriften unmittelbare Pflichten und Verantwortungen des Unternehmens, die dieses einzuhalten hat und bei deren Nichteinhaltung dem Unternehmen unter Umständen empfindliche Strafzahlungen drohen (z. B. aus Kartellverstößen).
Eine Pflicht zur Sicherstellung der Regeltreue ergibt sich somit auch aus §§ 91, 93 AktG – sowie § 43 GmbHG zur Abwendung von wirtschaftlichen Schaden vom Unternehmen.
Die (Stand: 2011) weltweit strengsten Anforderungen an konkrete Compliancemaßnahmen in Unternehmen enthält das britische Anti-Korruptions-Gesetz Bribery Act 2010.

## Folgen von Regelbrüchen
Die Nichteinhaltung von Regeln kann zu Unternehmensstrafen, Bußgeldern, Gewinnabschöpfung oder dem Verfall des durch den Gesetzesverstoß erzielten Gewinns führen. Diese direkten Verluste werden durch zusätzliche externe und interne Kosten für Verfahren, Schadenersatzansprüche und Rückabwicklungen erhöht.

## Compliancekultur
Als Compliancekultur werden die Grundeinstellungen und Verhaltensweisen, die von der Unternehmensleitung vermittelt werden, bezeichnet. Die Compliancekultur soll allen Unternehmensbeteiligten sowie auch Kunden und Lieferanten des Unternehmens die Bedeutung vermitteln, die das Unternehmen der Beachtung von Regeln beimisst, und damit bei allen Beteiligten die Bereitschaft zu regelkonformem Verhalten fördern. Compliancekultur wird häufig als Basis des CMS bezeichnet. Vielfach wird die Compliancekultur in besonderen Richtlinien oder Verhaltenskodizes (z. B.: „Mission Statement“ oder „Code of Conduct“) festgehalten und auch im Intranet- oder Internet-Auftritt des Unternehmens veröffentlicht.
Eine wirksame Compliancekultur erfordert aber neben solchen „offiziellen“ Kommunikationen vor allem eine Spiegelung der Grundsätze im tatsächlichen Handeln und Auftreten aller Unternehmensverantwortlichen auf allen Managementebenen. Werte können nur glaubhaft vermittelt werden, wenn diese auch erkennbar von den Vermittelnden selbst gelebt werden.
Konkrete Regeln z. B. zur Vermeidung von Korruption und Kartellabsprachen, dem Einhalten von Vorgaben bezüglich Datenschutz und Gleichbehandlung, der Beachtung von Vorschriften zu Produktsicherheit und Arbeitsschutz, werden manchmal als Teil der Compliancekultur betrachtet, zählen aber eher zum konkreten Complianceprogramm. Gleiches gilt für Regelstrukturen wie z. B. Hotlines (Whistleblowing-Hotline), die unternehmensintern oder bei externen Ansprechpartnern eingerichtet sind, und bei denen Regelverstöße gemeldet werden können.

## Complianceprozesse
Für die Durchführung der betrieblichen Complianceaktivitäten ist die Etablierung von Geschäftsprozessen erforderlich. Es handelt sich bei diesen Prozessen um Supportprozess, d. h. die Complianceprozesse beziehen sich auf die Unterstützung und risikoorientierte Steuerung der originären Geschäftsprozesse im Unternehmen.
Prozesse der Risikoanalyse
Derartige Teilprozesse dienen der Identifikation von Bedrohungen und Gefahren im Rahmen der wertschöpfenden Aktivitäten des Unternehmens.
Prozesse der Abweichungsanalyse
Solche Prozesse werden ausgelöst, sofern der realisierte Ist-Wert einer Aktivität oder einer Aktivitätenfolge außerhalb des definierten Toleranzbereichs um den Soll-Wert liegt.
Prozesse des Umgangs mit Ausnahmesituationen
Im Mittelpunkt steht das (potentielle) Eintreffen gravierender Ereignisse mit erheblicher kritischer Relevanz für das Unternehmen. Es gilt, für solche Fälle mit vorstrukturierten Soll-Prozessen zum Zwecke der Aufklärung und Schadensbegrenzung vorbereitet zu sein.
Prozesse der Eskalation
Gegenstand von Eskalationsprozessen ist die Auflösung bereits entstandener sowie die Verhinderung zu befürchtender Non-Compliance-Situationen. Das Ziel dieser Prozesse besteht darin, kritische Aktivitäten zu eskalieren. Dies bedeutet, dass derartige Aktivitäten transparent gemacht und zeitnah einer verantwortlichen Instanz zum Treffen regulierender Entscheidungen zwingend vorgetragen werden.

## Zertifizierung des Compliancemanagementsystems
Der „Standard für Compliance-Management-Systeme“ (TR CMS 101:2011) richtet sich an Organisationen wie Unternehmen, Behörden und Nichtregierungsorganisationen (NGOs) und beschreibt die Elemente, die ein funktionsfähiges und wirksames Compliance-Management-System ausmachen. Er wurde vom TÜV Rheinland veröffentlicht und 2015 durch die neue Fassung „Standard für Compliance-Management-Systeme“ (TR CMS 101:2015) abgelöst und um den Compliance-Leitfaden (TR CMS 100:2015) ergänzt. Er zeigt auf, welche nachprüfbaren Maßnahmen zu treffen sind, um eine Complianceorganisation systematisch einzurichten, aufrechtzuerhalten, zu überwachen und ständig zu verbessern. Dies dient dem Ziel, alle relevanten Complianceanforderungen erreichen zu können. Der Standard TR CMS 101:2011 dient damit zugleich als Maßstab für die Zertifizierung eines bestehenden Compliancemanagementsystems. Er verlangt nicht das Schaffen bestimmter Strukturen oder Funktionen für das Erfüllen von Compliance, sondern fordert lediglich eine systematische Herangehensweise und die Umsetzung bestimmter (Mindest-)Elemente. Nach dem Standard müssen Compliancemanagementsysteme nicht einheitlich ausgestaltet sein, sondern können ausdrücklich den Besonderheiten der Organisation – wie Größe, Struktur, Aktivitäten, Produkte, spezifische Risiken etc. – Rechnung tragen. Organisationen haben damit ein hohes Maß an Flexibilität bei der Umsetzung ihres Compliancemanagementsystems.
Vergleichbar mit den Standards für Qualitätsmanagementsysteme (ISO 9001:2008) oder für Risikomanagementsysteme (ONR 49001:2004), enthält der Standard TR CMS 101:2011 Aussagen über das Festlegen von Complianceverantwortlichkeiten, die Bereitstellung von Ressourcen, die Durchführung von Audits und über die Notwendigkeit der kontinuierlichen Verbesserung. Darüber hinaus führt er die spezifischen Merkmale auf, die ein wirksames und von Einzelpersonen unabhängiges Compliancemanagementsystem aufweisen muss. Im Sinne einer ganzheitlichen Sichtweise von Compliance berücksichtigt der Standard auch die Aspekte „Organisationskultur“ und „Kommunikation“.
Der Standard TR CMS 101:2011 ist gegliedert in:
Anwendungsbereich
Der Standard TR CMS 101:2011 ist national und international für alle Organisationen anwendbar.
Ziele des Compliancemanagementsystems
Ziel jedes Compliancemanagementsystems ist es nach dem Standard, systematisch die Voraussetzungen in der Organisation zu schaffen, dass Verstöße gegen Complianceanforderungen vermieden bzw. wesentlich erschwert werden und eingetretene Verstöße erkannt und behandelt werden können.
Begriffe
enthält Definitionen wichtiger Compliancebegriffe, die im Standard TR CMS 101:2011 verwendet werden.
Compliancemanagementsystem
Damit die Anforderungen des Standards erfüllt werden können, muss ein Unternehmen eine systematische Complianceorganisation, das heißt ein Compliancemanagementsystem einführen, dokumentieren, verwirklichen und aufrechterhalten. Dazu sind folgende Maßnahmen notwendig:
- Die einzuhaltenden Prozesse sind festzulegen.
- Die Verfügbarkeit der erforderlichen Ressourcen und Informationen ist sicherzustellen und
- die Prozesse sind zu überwachen, zu messen und zu analysieren.

Es gilt, das Compliancemanagementsystem selbst und seine Bestandteile, wie zum Beispiel Audit-Ergebnisse, Korrekturmaßnahmen etc., zu dokumentieren, um eine personenunabhängige Aufrechterhaltung und Funktionsfähigkeit des Systems sicherzustellen. Auch der Umgang mit dieser Dokumentation, beispielsweise Freigaben, Aktualisierungen, Verteilung, Aufbewahrungspflichten, muss festgelegt werden.
Verantwortung der Leitung
Im Einklang mit den gesetzlichen Organisations- und Aufsichtspflichten liegt ein Schwerpunkt des Standards auf der besonderen Verantwortung der „Leitung“ für die Einrichtung, Aufrechterhaltung, Bewertung und ständige Verbesserung des Compliancemanagementsystems. Es ist Aufgabe der Leitung, die internen Verantwortlichkeiten und Befugnisse festzulegen und einen Compliancebeauftragten zu benennen. Nicht vorgegeben ist, auf welcher Führungsebene dieser Beauftragte angesiedelt sein soll. Auch das Schaffen einer eigenen, neuen Compliancestelle wird nicht verlangt. Allerdings muss es dem Compliancebeauftragten möglich sein, seine Complianceaufgaben unabhängig wahrnehmen zu können. Inhärente Interessenskonflikte aufgrund der gleichzeitigen Zuweisung anderer Aufgaben sind auszuschließen. Darüber hinaus soll eine direkte Berichtsmöglichkeit an die Leitungsebene sichergestellt sein. Der Leitung obliegt es, den Mitarbeitern die Bedeutung von Complianceanforderungen und ihrer Erfüllung zu vermitteln. Von ihr wird ausdrücklich verlangt, ein Bekenntnis zur Schaffung einer Compliancekultur abzugeben. Ferner sollte sie ihre Erwartung zum Ausdruck zu bringen, dass die Complianceanforderungen tatsächlich eingehalten werden. Als Bestandteil ihrer Aufsichtspflichten nimmt die Leitung selbst regelmäßige Bewertungen des Compliancemanagementsystems vor. Zudem stellt sie die Einhaltung ihrer Informations- und Berichtspflichten gegenüber den internen Aufsichtsorganen sicher.
Management von Ressourcen
stellt die Pflichten für die Ermittlung und das Bereitstellen von Ressourcen dar, die für ein wirksames Compliancemanagementsystem erforderlich sind. Der Schulungsbedarf soll systematisch ermittelt werden; erforderliche Schulungen sind durchzuführen. Die Wirksamkeit der ergriffenen Maßnahmen ist regelmäßig zu beurteilen.
Complianceprozesse und Umsetzung
In Kapitel 7, „Complianceprozesse und Umsetzung“, beschreibt der Standard TR CMS 101:2011 die Compliance-spezifischen Themen der Organisation. Gefordert werden systematische Risikoanalysen (sogenannte „Compliancerisikoassessments“). Die anwendbaren Complianceregeln müssen systematisch analysiert, identifiziert, dokumentiert sowie aktualisiert und den Betroffenen kommuniziert werden. Arbeitsabläufe sollen so ausgestaltet werden, dass Complianceanforderungen problemlos erfüllt werden können. Interessenskonflikte müssen identifiziert und organisatorisch nach Möglichkeit ausgeschlossen werden. Alle Compliance-relevanten Vorkommnisse sind zu dokumentieren.
Systemüberwachung, -analyse und -verbesserung
Wie andere Systemstandards betont der Standard TR CMS 101:2011 die Bedeutung einer kontinuierlichen Systemüberwachung und -analyse als Basis für einen ständigen Verbesserungsprozess. Erforderlich sind definierte Prozesse für das Überwachen, Analysieren und Verbessern dieses Systems. Der Standard erwähnt ausdrücklich interne Audits anhand eines geplanten Auditprogramms, Monitoring-Maßnahmen und die Pflicht zur Umsetzung der Erkenntnisse mit dem Ziel, das System zu verbessern.
Durch seinen organisationsübergreifenden und systematischen Ansatz ist es möglich, das Compliancemanagementsystem einer Organisation durch einen unabhängigen Dritten anhand des Standards TR CMS 101:2011 zertifizieren zu lassen. Die Zertifizierung findet typischerweise in zwei Stufen statt:
- In Stufe 1 des Zertifizierungsaudits wird die Zertifizierungsfähigkeit geklärt. Dabei erfolgt eine Prüfung, ob die Zertifizierungsvoraussetzungen grundsätzlich gegeben sind, das heißt, ob das Compliancemanagementsystem und seine Elemente dokumentiert sind (sog. Dokumentenaudit), ob ein Complianceverantwortlicher benannt wurde und ob Systembewertungen durch das Management vorgenommen wurden.
- In Stufe 2 des Zertifizierungsaudits findet die Überprüfung aller Elemente eines Compliancemanagementsystems auf Basis von Stichproben statt. Die Auditoren verfassen anschließend einen Bericht über das durchgeführte Audit. Im Falle eines positiven Befundes erteilt die Zertifizierungsstelle des Zertifizierers auf Empfehlung der Auditoren das Zertifikat. Dieses hat eine Gültigkeitsdauer von drei Jahren. Während dieses Zeitraums finden jährliche Überwachungsaudits statt.

Im Rahmen eines Voraudits kann optional vorab die Zertifizierbarkeit getestet werden. Häufig empfehlen sich auch vorgelagerte „Complianceselfassessments“, die von der Organisation selbst durchgeführt werden können und die von Dienstleistern angeboten werden.

## Prüfung von Compliancemanagementsystemen
Der Prüfungsstandard zur ordnungsmäßigen Durchführung der Prüfung von Compliancemanagementsystemen des Institut der Wirtschaftsprüfer in Deutschland e. V. (IDW) legt die berufsständische Auffassung der deutschen Wirtschaftsprüfer fest, welche Anforderungen an Annahme, Planung und Durchführung von solchen Prüfungen zu stellen sind. Darüber hinaus definiert der Standard auch erstmals allgemeingültige strukturelle Anforderungen an ein CMS, ohne dabei konkrete Maßnahmen oder Prozesse einzufordern.
CMS-Teilbereich
Eine nach diesem Standard durchgeführte Prüfung des CMS eines Unternehmens bezieht sich stets auf eindeutig abgegrenzte CMS-Teilbereiche. Diese sind vom Unternehmen auf der Basis einer übergeordneten Risikobeurteilung zu definieren. Es handelt sich um diejenigen einzuhaltenden Regelungen, denen das Unternehmen eine besondere Aufmerksamkeit zur Sicherstellung der Einhaltung widmen muss. Die Auswahl wird regelmäßig risikoorientiert erfolgen, d. h., es wird für solche Compliance-Teilbereiche gesonderte CMS installiert werden, bei denen entweder ein besonders hohes Risiko für das Auftreten von Compliance-Verstößen besteht oder bei denen Compliance-Verstöße besonders schwerwiegende Folgen haben können. Der Prüfungsauftrag muss den zu prüfenden CMS-Teilbereich eindeutig abgrenzen. Eine Abgrenzung wird meist nach genau zu benennenden Rechtsgebieten oder auch nach der Unternehmensorganisation erfolgen, z. B. kann der Prüfungsauftrag sich ausschließlich auf relevante Anti-Korruptionsbestimmungen im Einkauf beziehen oder nur die Geschäftstätigkeit in einzelnen Ländern betrachten. Der Prüfer wird den Prozess zur Abgrenzung des Teilbereichs im Rahmen seiner Prüfung im Wesentlichen daraufhin betrachten, ob die Festlegung des Teilbereichs irreführend ist.
CMS-Beschreibung
Die Prüfung basiert auf einer vom Unternehmen anzufertigen Beschreibung des Compliancemanagementsystems für den ausgewählten Teilbereich (CMS-Beschreibung). Diese Beschreibung soll ein umfassendes und verständliches Bild des CMS geben. Die CMS-Beschreibung muss auf alle sieben Grundelemente eines CMS eingehen und darf keine wesentlichen falschen Angaben sowie keine unangemessenen Verallgemeinerungen oder unausgewogenen und verzerrenden Darstellungen enthalten, die eine Irreführung der Berichtsadressaten zur Folge haben können.
Auf der Basis der CMS-Beschreibung prüft der Wirtschaftsprüfer das CMS mit der Zielsetzung eine Aussage dazu zu machen, ob
- die in der CMS-Beschreibung enthaltenen Aussagen über die dargestellten Grundsätze und Maßnahmen des CMS in allen wesentlichen Belangen angemessen dargestellt sind,
- die dargestellten Grundsätze und Maßnahmen in Übereinstimmung mit den angewandten CMS-Grundsätzen geeignet sind, mit hinreichender Sicherheit sowohl Risiken für wesentliche Verstöße die betreffenden Regeln des abgegrenzten Teilbereicherechtzeitig zu erkennen als auch solche Regelverstöße zu verhindern und tatsächlich eingerichtet waren,
- und während des Prüfungszeitraums wirksam durchgeführt wurden.

Hinreichende Sicherheit
Die Prüfung richtet sich ausschließlich auf das System und dessen Eignung, mit hinreichender Sicherheit Verstöße zu verhindern oder zumindest wesentlich zu erschweren bzw. trotzdem auftretende Verstöße zu erkennen und eine angemessene Reaktion sicherzustellen. Die Prüfung ist nicht darauf ausgerichtet, selbst Verstöße aufzudecken.
Eine hinreichende Sicherheit bedeutet dabei nicht absolute Sicherheit, da eine solche absolute Sicherheit mit angemessenen Mitteln durch kein System zu erreichen ist. Jedes CMS hat systemimmanente Grenzen, die dazu führen können, dass trotz eines wirksamen Systems Verstöße auftreten können oder aufgetretene Verstöße nicht zeitnah entdeckt werden. Dies ergibt sich bereits durch die Tatsache, dass Menschen das System versehentlich falsch anwenden oder auch durch erhebliche kriminelle Energie umgehen können. In § 130 des Gesetzes über Ordnungswidrigkeiten wird daher auch von der Pflicht zur wesentlichen Erschwerung von Verstößen gesprochen.
Wirksamkeitsnachweis
Eine CMS-Prüfung nach dem Prüfungsstandard IDW PS 980 bietet eine sehr hohe Sicherheit dafür, dass eine zuverlässige Gesamtaussage über die Eignung und Wirksamkeit des CMS getroffen werden kann.
Unternehmen und die Unternehmensverantwortlichen erhalten hiermit ein Instrument, das ihnen zum einen verlässlich Auskunft darüber gibt, ob das eingerichtete CMS angemessen und wirksam war. Zum anderen kann der Prüfungsbericht auch dazu dienen, gegenüber Dritten nachzuweisen, dass im Prüfungszeitraum tatsächlich ein solches System eingerichtet und wirksam war. Damit kann für den Fall, dass zu einem späteren Zeitpunkt ein Compliance-Verstoß im Prüfungszeitraum aufgedeckt wird, der Nachweis geführt werden, dass das Unternehmen seiner Pflicht zur gehörigen Aufsicht nachgekommen war und der Verstoß trotz eines wirksamen CMS aufgetreten ist und nicht wegen des Fehlens eines wirksamen CMS.